# 11番街 (マンハッタン)
座標: 北緯40度44分54.6秒 西経74度0分26.2秒 / 北緯40.748500度 西経74.007278度

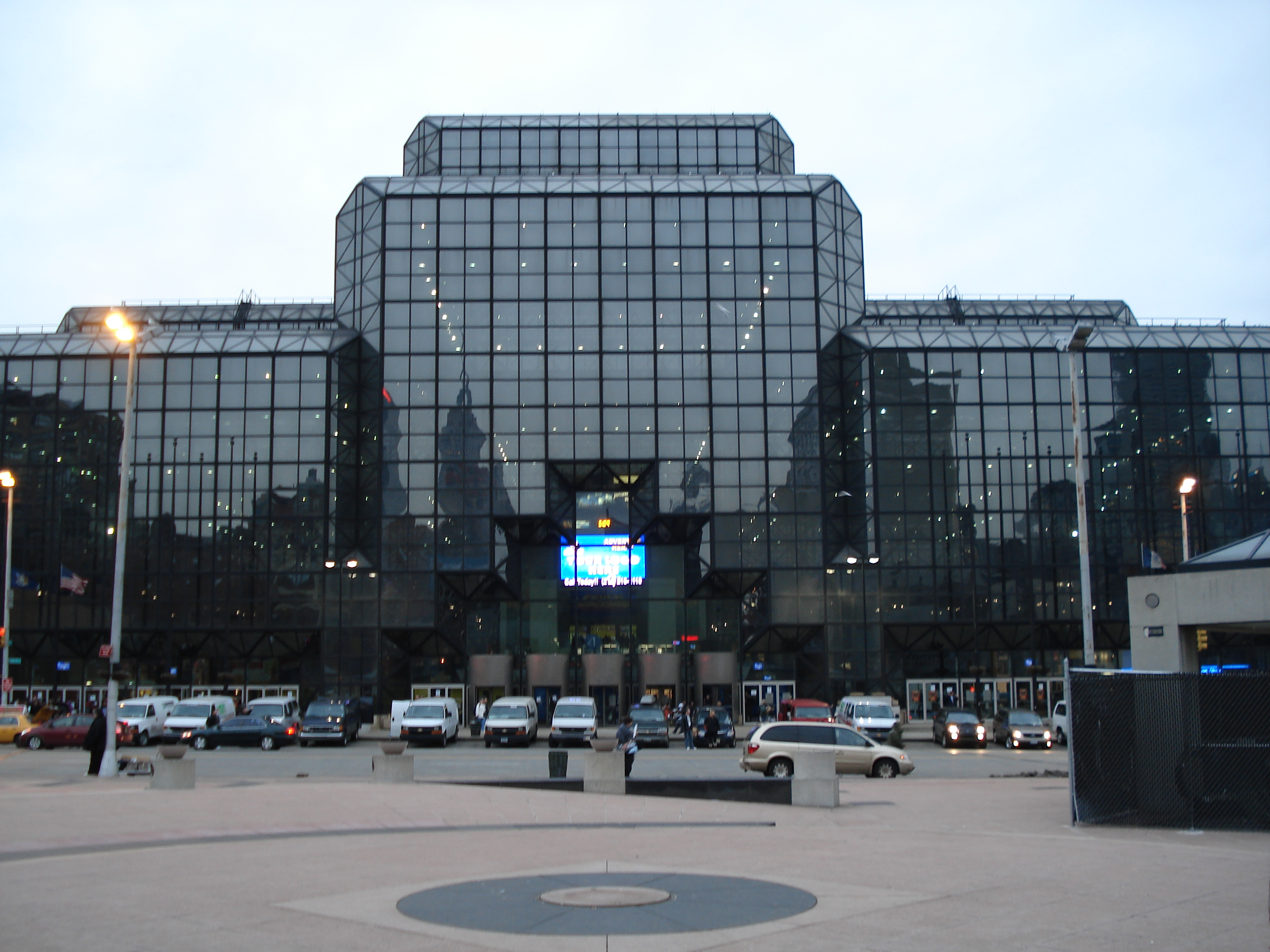
ジェイコブ・ジャビッツ・コンベンション・センター

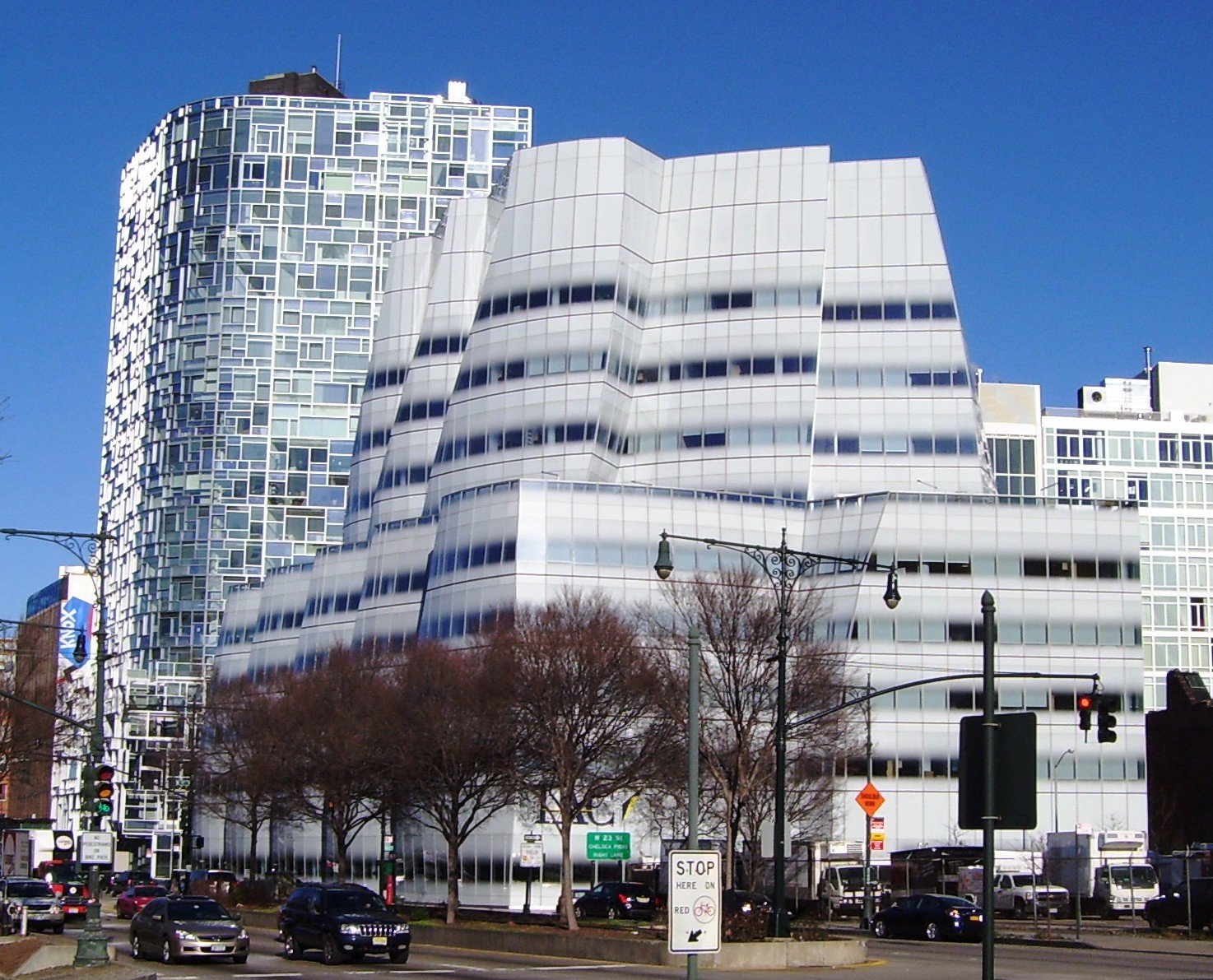
フランク・ゲーリーのIACビル （手前）とジャン・ヌーヴェルのNouvel 100（背後）

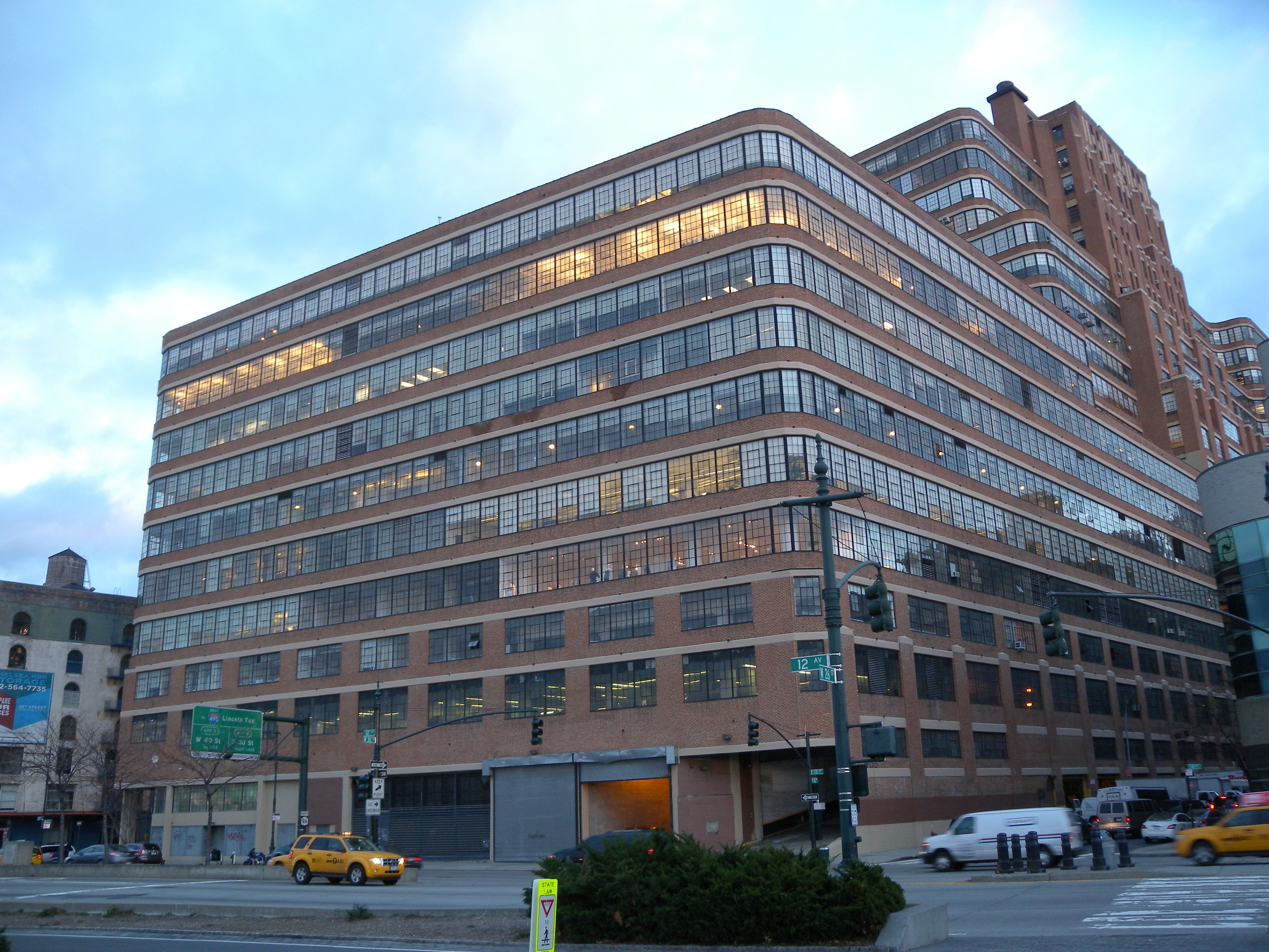
スターレット＝リーハイ・ビル

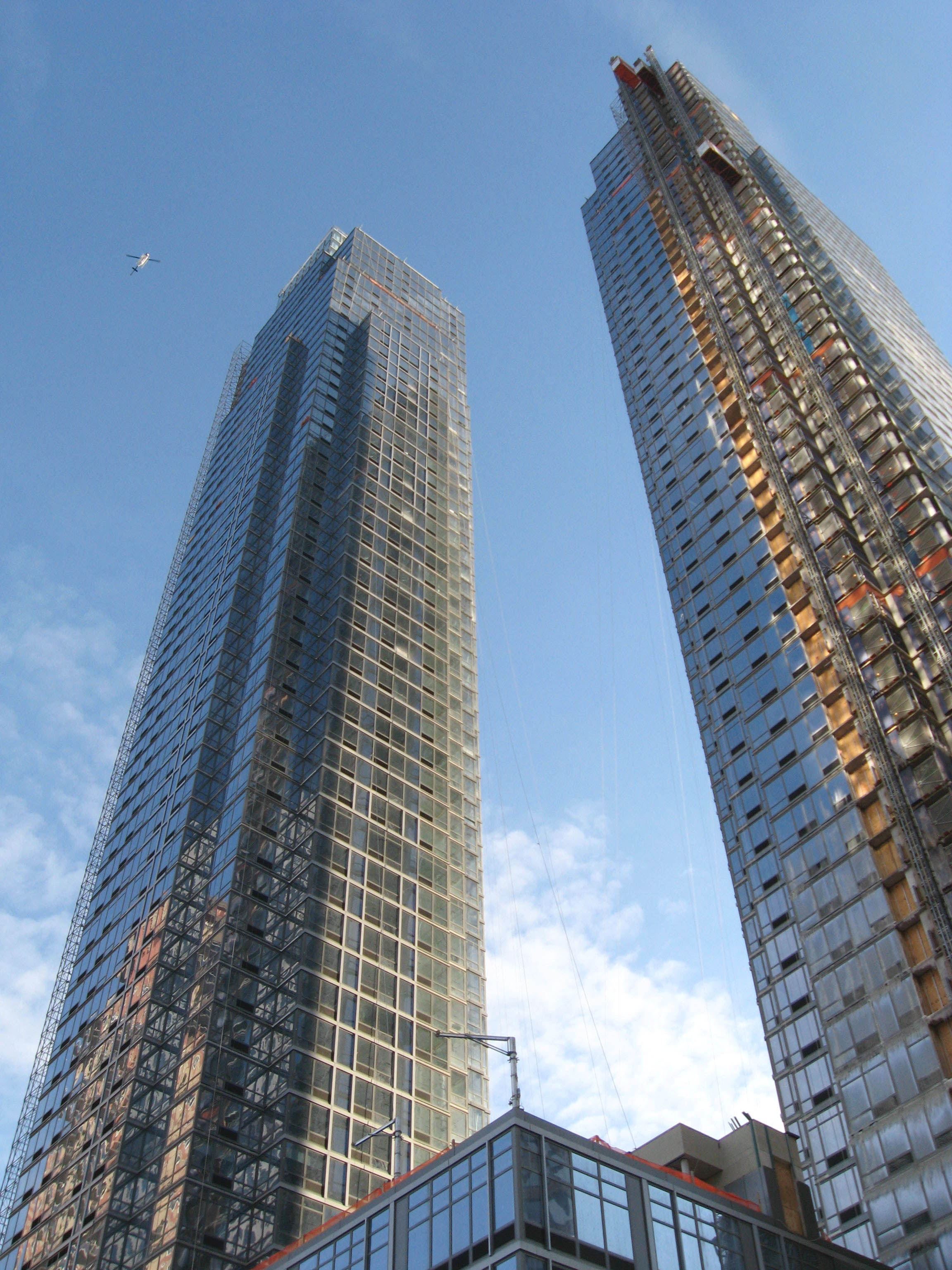
シルバー・タワーズ

11番街 (Eleventh Avenue) は、ニューヨーク市マンハッタンを南北に走る大通りである。11番街はウエストサイド・マンハッタンのハドソン川のすぐ近くを走っており、南端はウエスト・ヴィレッジのミートパッキング・ディストリクトのガンズヴォート・ストリートで、北端は59丁目である。

## 概要
11番街の南端のガンズボート・ストリートの地点は、他にも10番街とウエスト・ストリート（12番街）の起点または終点となっている。ガンズヴォート・ストリートと西22丁目の間の区間では11番街はウエストサイド・ハイウェイの一部となっており、西22丁目の地点で11番街はウエストサイド・ハイウェイから分岐する。これより北では11番街は1811年委員会計画の標準的なアベニューの道幅となり、他の数字名のアベニューと平行して継続する。
11番街は、22丁目の地点で12番街から分岐して以降も24丁目までは両方向通行であり、24丁目から44丁目までは南への一方通行道路となる。以前は34丁目から40丁目の間もリンカーン・トンネルへのアクセスのための両方向通行であったが、地下鉄7系統延伸工事のためにこの区間は一方通行となった。
西39丁目から59丁目の区間はマンハッタンの自動車ディーラーの密集エリアであり、ガソリンスタンドや洗車・修理ステーション、レンタカーサービス店も数多くある。この一帯は100年以上前から運送業が栄えていたエリアで、現在でもマンハッタンの多くの馬車や自転車タクシーはこのエリアに馬小屋や駐輪場・車庫を置いている。
59丁目より北の区間はウエスト・エンド・アベニューに名称が変わり、ストラウス・パークのある107丁目より北はブロードウェイと合流し名称もブロードウェイに変わる。ウエスト・エンド・アベニューは59丁目から106丁目までは両方向通行だが、106丁目から107丁目はブロードウェイから分岐する南向きの一方通行である。この約2マイル (3.2 km)の区間はアッパー・ウエスト・サイドの閑静な住宅街である。
かつて、ニューヨーク・セントラル鉄道のウエスト・サイド線は11番街沿いに併用軌道が走っていた。これは鉄道と自動車の事故頻発路線であったため「死のアベニュー」(Death Avenue) として有名であった。
1934年、死のアベニューの代わりとなるヘンリー・ハドソン・パークウェイを建設する法案が可決された。

## ランドマーク
11番街沿いに1ブロック以内にある名所：
- ホイットニー美術館（ガンズヴォート・ストリート）
- チェルシー・マーケット（英語版）（15丁目と16丁目の間）
- チェルシー・ピアーズ（英語版）（23丁目とウエストサイド・ハイウェイの間）
- コルベア・レポーのコメディ・セントラルスタジオ（54丁目）
- ザ・デイリー・ショーのコメディ・セントラルスタジオ（51丁目）
- コパカバーナ（英語版）（34丁目）
- デウィット・クリントン・パーク（英語版）（52丁目から54丁目の間）
- ハイライン（ガンズヴォート・ストリートから34丁目の区間をほぼ11番街と平行して走る）
- ジェイコブ・ジャビッツ・コンベンション・センター（34丁目から39丁目の間）
- MTAのマイケル・クイール・バス車庫（英語版）（41丁目）
- ポマンダー・ウォーク（英語版）
- リバーサイド・パーク（英語版）

## 公共交通機関
- ニューヨーク市地下鉄IRTフラッシング線（7 <7>）34丁目-ハドソン・ヤード駅